# Carducci (traghetto)
Il Carducci è stato un traghetto ro-ro passeggeri della classe Poeta, in servizio con questo nome per la Tirrenia di Navigazione dal 1970 al 1999.

## Caratteristiche
In configurazione originale, il Carducci era lungo 131 metri, largo 20 e aveva una stazza lorda di 7 086 tonnellate. Spinto da due eliche quadripala a passo variabile mosse da motori Diesel FIAT 9 cilindri, ciascuno in grado di erogare 8 280 cavalli, aveva una velocità di servizio di 20 nodi. Poteva trasportare fino a un massimo di 1200 passeggeri, per i quali erano disponibili 66 cabine di prima classe e 95 di seconda classe, per un totale di 506 posti letto. I servizi di bordo comprendevano un ristorante, una tavola calda, tre bar (un soggiorno - bar per la prima classe, uno per la seconda classe e un bar - veranda) e una piscina esterna con lido. In aggiunta alle cabine passeggeri, erano presenti a bordo anche due cabine, rispettivamente da otto e quattro posti, per eventuali detenuti e i carabinieri della scorta. Tutti gli spazi dedicati a passeggeri ed equipaggio erano dotati di aria condizionata. Il garage, accessibile dal portellone poppiero e da due portelloni prodieri laterali, era diviso su due ponti: su quello superiore potevano essere trasportate 70 automobili, su quello inferiore 170 automobili o, in alternativa, 10 automobili e 41 semirimorchi.

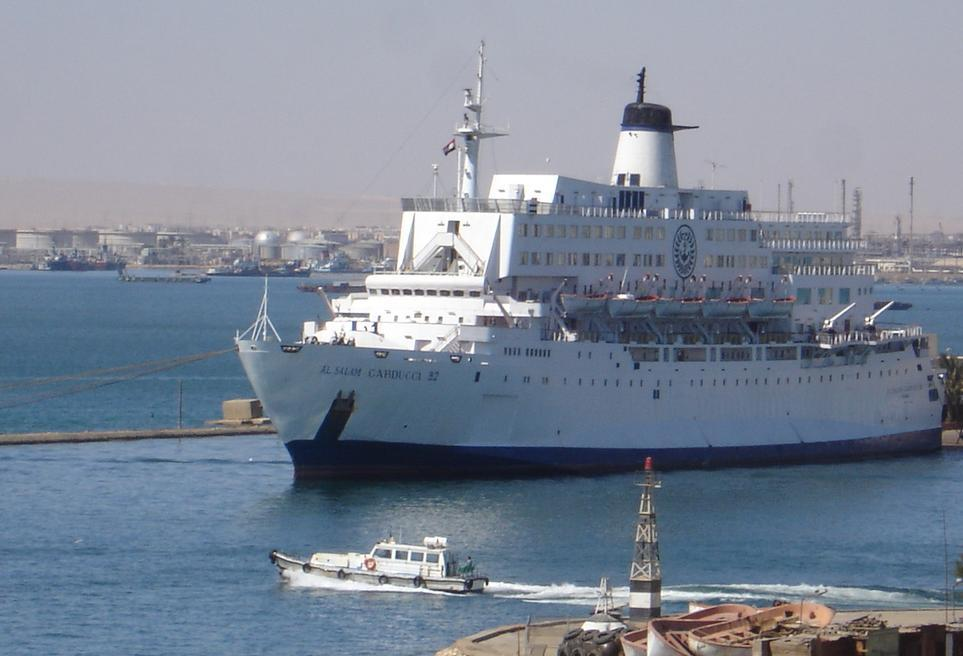
La nave dopo le pesanti trasformazioni del 1991, in servizio per El Salam Shipping.

Nel 1981 il traghetto fu sottoposto a dei primi interventi di ristrutturazione: la piscina e il lido furono rimossi e sostituiti da una tuga chiusa contenente un cinema, le cui poltrone potevano essere all'occorrenza utilizzate come sistemazione per i passeggeri; altre due sale poltrone sostituirono il soggiorno - bar di seconda classe, che fu spostato dove prima era ubicato il bar - veranda, nei pressi della piscina.
Alla fine del 1991 il Carducci fu sottoposto, presso i cantieri navali di La Spezia, ad un intervento di radicale trasformazione: la tuga contenente il ponte di comando fu estesa verso poppa e su di essa furono aggiunti tre ulteriori ponti, due dedicati a sistemazioni passeggeri e  l'ultimo contenente gli impianti di aerazione e di aria condizionata. Il notevole innalzamento richiese l'installazione di controcarene sulle fiancate della nave, per rispettare i requisiti di stabilità; la larghezza complessiva aumentò quindi a 23 metri. Inoltre, per migliorare la manovrabilità, vista la notevole superficie esposta al vento, il singolo timone centrale fu sostituito con due posti dietro a ciascuna elica, e fu aumentata la potenza dell'elica prodiera. Grazie alle modifiche, dal discutibile impatto estetico, la capacità passeggeri aumentò a 1300, mentre i posti letto complessivi passarono a 887, dei quali 473 in cabine di prima classe dotate di servizi privati. Infine, nel garage principale furono aggiunti dei car deck mobili, che aumentarono a 320 il massimo numero di automobili trasportabili, mentre i due portelloni di accesso a prua furono saldati.

## Servizio
Seconda unità della sua classe, la nave fu costruita presso l'Italcantieri S.p.A. di Castellammare di Stabia, dove venne impostata il 13 luglio del 1968 e varata il 27 luglio 1969. Iniziò le prove a mare ufficiali l'8 settembre 1970, facendo registrare una velocità di 22,4 nodi. Consegnato dieci giorni più tardi alla Tirrenia di Navigazione, il Carducci entrò in servizio il 21 settembre 1970, iniziando i collegamenti tra Genova e Porto Torres. A partire dal 1971 la nave fu impiegata anche sulla linea Civitavecchia - Olbia.
All'inizio del 1979 la nave fu la prima a ricevere la nuova livrea della compagnia statale, caratterizzata dalla scritta "Tirrenia" in azzurro sulle fiancate e dal logo "t", sempre in azzurro, sul fumaiolo. Tra marzo e giugno 1981 il Carducci fu sottoposto a lavori presso i cantieri di Palermo, durante i quali furono revisionati i motori principali e fu rimossa la piscina posta a poppa, sostituita da una tuga chiusa contenente un cinema le cui poltrone potevano essere utilizzate, all'occorrenza, per il pernottamento dei passeggeri.
A fine 1991 il Carducci fu trasferito al cantiere INMA di La Spezia, dove fu sottoposta agli importanti lavori di ristrutturazione sopra descritti. Durante i lavori, un contrappeso di una gru del cantiere si staccò colpendo la nave, che iniziò a imbarcare acqua e si adagiò sul fondo. Il Carducci fu recuperato dalla ditta Neri di Livorno e, conclusi i lavori, rimase in servizio per Tirrenia fino al 1997, quando fu posto in disarmo a Palermo.
Nel gennaio 1999 l'unità navale fu definitivamente venduta alla El Salam Shipping and Trading, portata alla bandiera panamense e ribattezzata Al Salam Carducci 92. Nel corso del 2006 la nave fu venduta ai demolitori indiani di Alang.

## Navi gemelle
- Boccaccio
- Leopardi
- Manzoni
- Pascoli
- Petrarca
- Deledda[7]
- Verga[7]